# ヘイワード (カリフォルニア州)

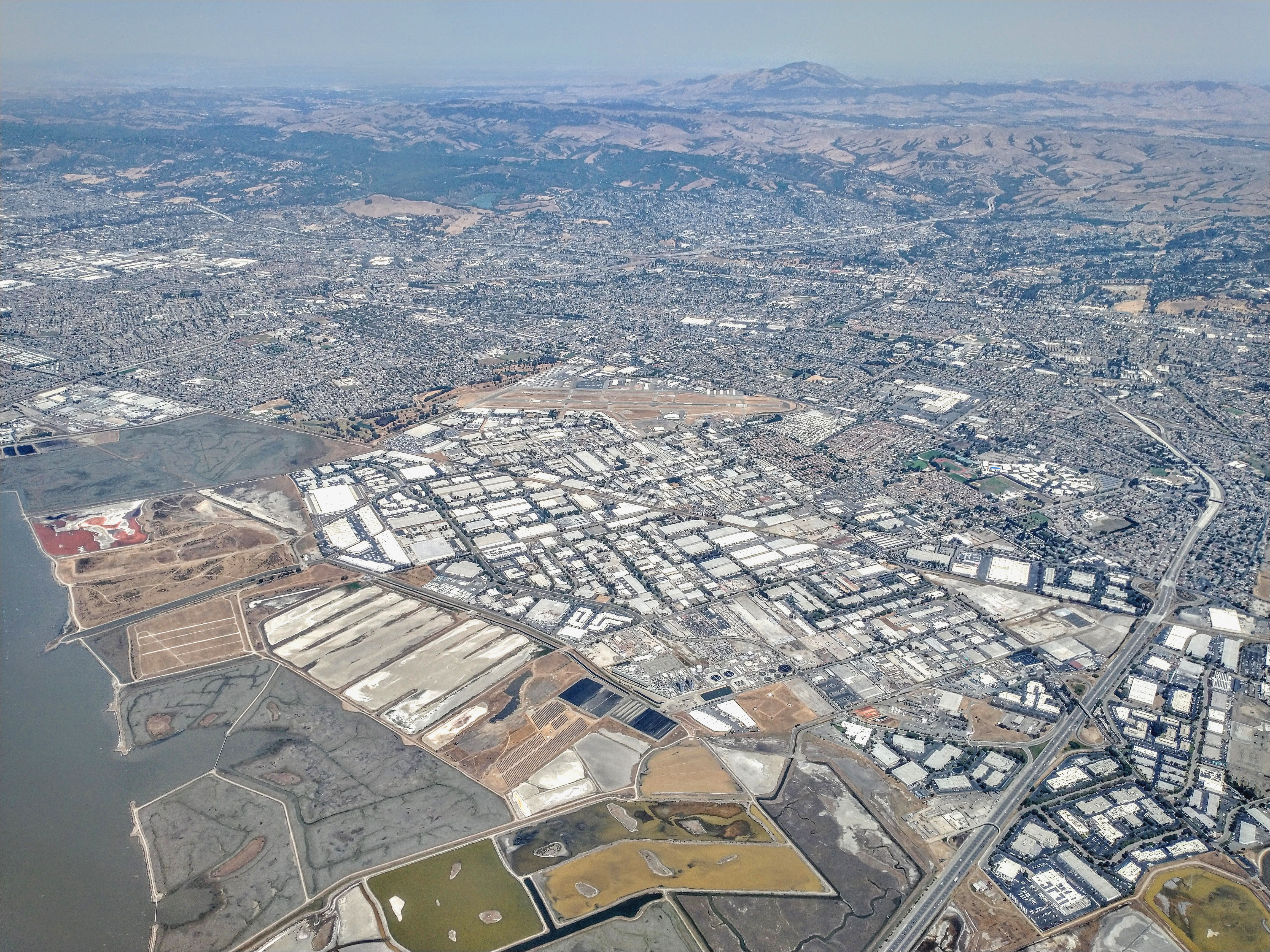
上空から

ヘイワード（Hayward）は、アメリカ合衆国カリフォルニア州のアラメダ郡にある都市。サンフランシスコ湾東岸に位置する。人口は16万2954人（2020年）。

## 歴史
ヨーロッパ系の移民が入植する以前にこの地に住んでいたのは、オローニ族の人々である。オローニ族の人口は、現在では わずか500人ほどである。
19世紀初頭にはメキシコ領であったが、19世紀半ばに米墨戦争が起き、アメリカの一部になった。
その後、ゴールドラッシュの波に乗って東部からウィリアム・ヘイワード（William Hayward）という靴職人がやって来たのだが、彼の名前が、現在の市の名前の由来である。
ヘイワード氏は自ら靴を作って売る商売から初めて、ホテルを経営する事業で大成功した。ギャンブルで身を持ち崩しつつあったメキシコ系の有力者に代わって、街の主導的存在になったのである。1868年に大地震が起き、大きな被害を受けたが、ヘイワード氏の経営は揺るがず、ヘイワードの街は農業と観光業を基盤にした街として堅実な発展を続けた。ヘイワード氏は1891年に亡くなった。
20世紀に入ってからは、Hunt-Wesson Foods社による食品加工業の発展があった。同社は現在も有力企業である。さらに第二次世界大戦による特需と、戦後の住宅ブームも、ヘイワードをさらに成長させる要因になった。

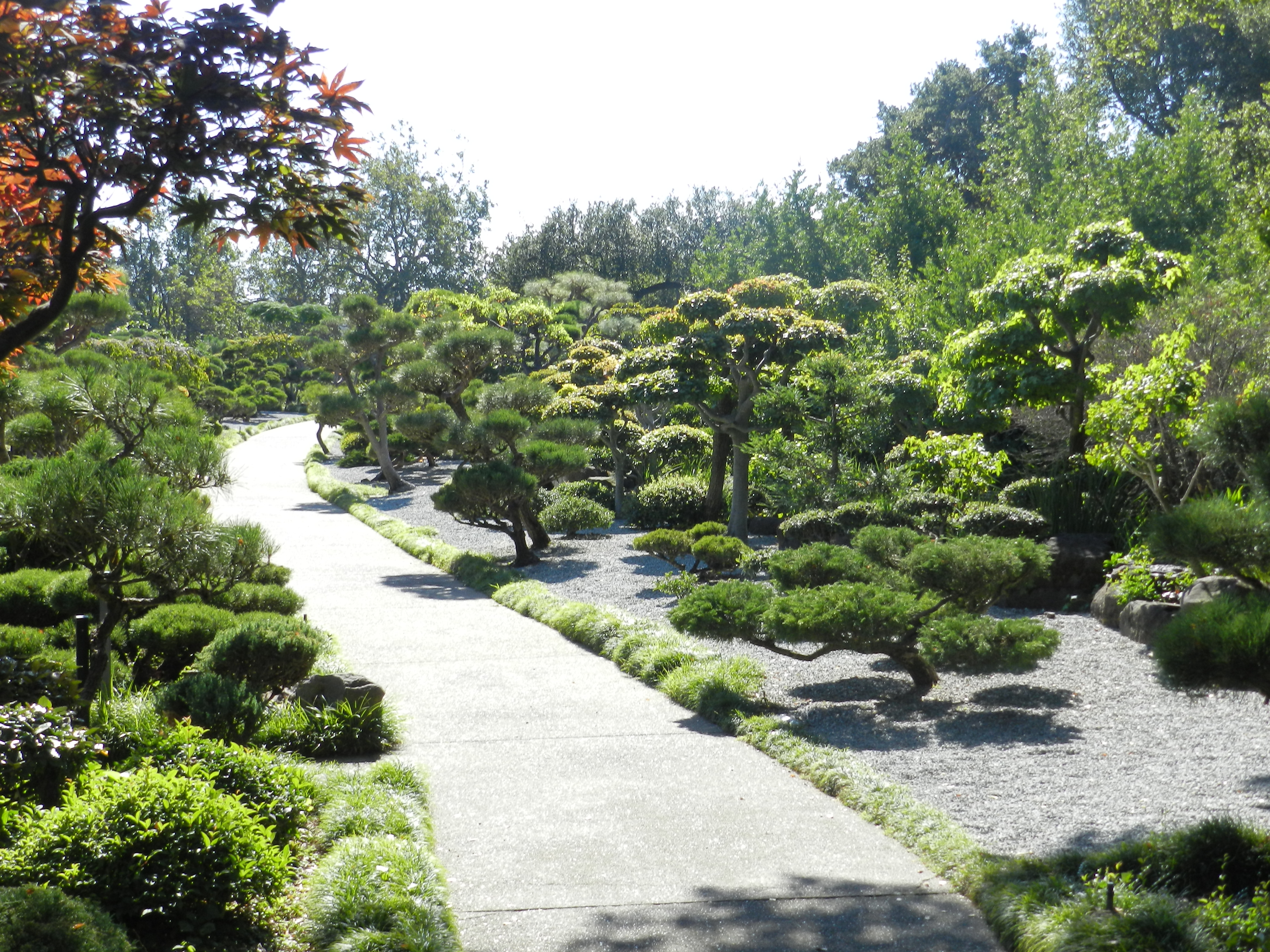
Hayward 日本庭園

1950年代以降はベイエリアからアジア系の人々が移り住んで来るようになった。これはヘイワードの不動産業者が意欲的にアジア系市民に家を売ったからである。当時のカリフォルニアにおける人種差別という現実の中に灯された光明であったといわれている。

## 教育
- カリフォルニア州立大学イーストベイ校（旧ヘイワード校）
- シャボット・カレッジ

## 姉妹都市
- 船橋市(日本)
- ガズニー(アフガニスタン)